# Übereinkommen über die internationale Beförderung gefährlicher Güter auf der Straße
Das Übereinkommen über die internationale Beförderung gefährlicher Güter auf der Straße (Abkürzung ADR, seit 2021 Agreement concerning the International Carriage of Dangerous Goods by Road, bis 2020 Accord européen relatif au transport international des marchandises dangereuses par route), das am 30. September 1957 in Genf geschlossen wurde, enthält besondere Vorschriften für den Straßenverkehr hinsichtlich Verpackung, Ladungssicherung und Kennzeichnung von Gefahrgut.

## Geschichte
Das ADR wurde am 30. September 1957 in Genf unter der Anleitung der UNECE geschlossen und trat am 29. Januar 1968 in Kraft; die vollständige Bezeichnung lautete damals Accord européen relatif au transport international des marchandises Dangereuses par Route. Zu den Unterzeichnerstaaten gehörten unter anderem Frankreich und Deutschland. Wirksam wurde das ADR zunächst durch Umsetzung in das jeweilige nationale Recht. Heute sind alle EU-Staaten auch ADR-Unterzeichner, das ADR ist durch eine EU-Verordnung rechtsgültig.
Am 13. Mai 2019 wurde auf einer Versammlung der ADR-Länder eine Änderung des offiziellen Namens unter Weglassen des „europäisch“ vorgeschlagen, da die Übereinkunft auch nicht-europäischen Staaten den Beitritt ermöglicht (vgl. Abschnitt Vertragsstaaten). Am 30. November 2019 wurde die Namensänderung mit Wirkung zum 1. Januar 2021 beschlossen. Der neue ADR-Titel lautet Agreement concerning the International Carriage of Dangerous Goods by Road. Denn geografisch und politisch gilt es längst über den europäischen Bereich hinaus. Außerdem soll weiteren Staaten die Mitgliedschaft erleichtert und internationale Transportvorschriften im Straßenverkehr weiter vereinheitlicht werden.
Das ADR wird alle zwei Jahre an die neuesten technischen und juristischen Erkenntnisse angepasst. Derzeit gilt das ADR 2023. Es bleibt das wichtigste Regelwerk für die Beförderung gefährlicher Güter auf internationalen Transportwegen. Überarbeitungen betreffen u. a. Begrifflichkeiten und Kennzeichnungen, UN-Nummern und Verpackungsanweisungen sowie die Beförderung von Lithium-Ionen-Batterien und -Akkumulatoren, die spätestens ab 1. Juli 2021 anzuwenden sind.

### Vertragsstaaten
Derzeit gibt es folgende 54 ADR-Mitgliedsstaaten:

Albanien, Andorra, Armenien, Aserbaidschan, Belarus, Belgien, Bosnien und Herzegowina, Bulgarien, Dänemark, Deutschland, Estland, Finnland, Frankreich, Georgien, Griechenland, Irland, Island, Italien, Kasachstan, Kroatien, Lettland, Liechtenstein, Litauen, Luxemburg, Malta, Marokko, Nordmazedonien, Montenegro, Niederlande, Nigeria, Norwegen, Österreich, Polen, Portugal, Republik Moldau, Rumänien, Russische Föderation, San Marino, Schweden, Schweiz, Serbien, Slowakische Republik, Slowenien, Spanien, Tadschikistan, Türkei, Tunesien, Tschechische Republik, Uganda, Ukraine, Ungarn, Usbekistan, Vereinigtes Königreich und Zypern.
Der derzeit letzte Staat, der sich dem Übereinkommen anschloss, war Uganda am 23. August 2022.

## Funktion
Das ADR regelt unter anderem

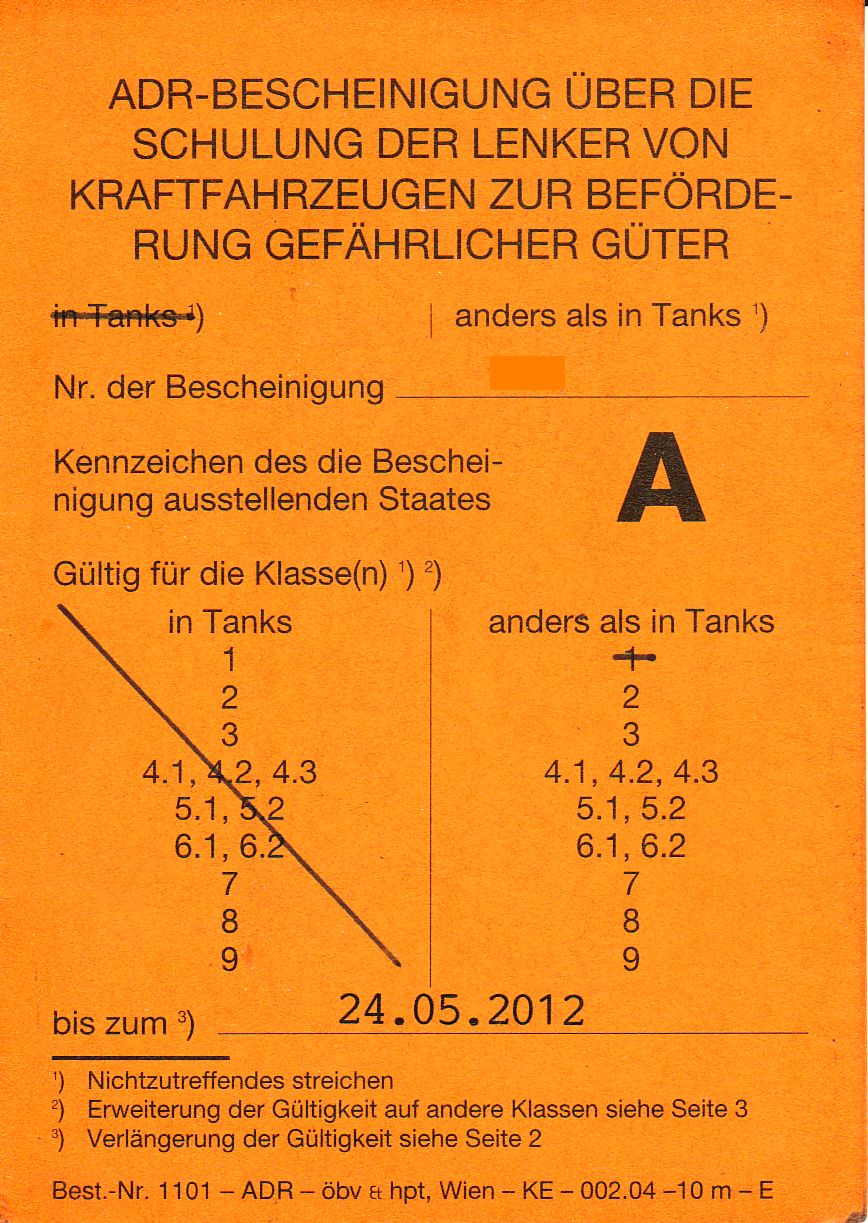
ADR-Bescheinigung (in Österreich ausgestellt)

- die Einstufung (Klassifizierung) der zu transportierenden Güter als Gefahrgut
- Verwendung von Verpackungen von Gefahrgut
- Bezettelung (Kennzeichnung) und Markierung von Verpackungen und anderen Umschließungen
- Dokumentation wie Beförderungspapier und schriftliche Weisung eines Gefahrguttransports
- den Bau- und Prüfvorschriften von Behältern, Tanks und, teilweise, Fahrzeugen für Gefahrguttransporte
- Befreiungen von der Einhaltung der Regeln des ADR (Erleichterungen, Freistellungen, Kleinmengenregelungen)

Das ADR fordert unter anderem, dass
- der Fahrer in vielen Fällen einen Gefahrgutführerschein (ADR-Schein/ ADR-Card) besitzen muss
- Fahrzeuge für Gefahrgut mit besonderen Ausrüstungsgegenständen für Notfallmaßnahmen ausgestattet sind
- alle an der Beförderung Beteiligten Sachkenntnisse über die Gefahrgutvorschriften nachweisen und regelmäßig auffrischen müssen.
- viele Unternehmen, die an der Beförderung von Gefahrgütern beteiligt sind, einen Gefahrgutbeauftragten haben müssen.

### Aufbau des ADR
Das ADR besteht aus den Anlagen A und B, welche in neun Teile gegliedert sind. Anlage A besteht aus den Teilen 1 bis 7 und Anlage B aus den Teilen 8 und 9. Jeder Teil ist in Kapitel und jedes Kapitel in Abschnitte und Unterabschnitte unterteilt
- Übereinkommen (Art. 1–17)
- Anlage A Vorschriften über die gefährlichen Stoffe und Gegenstände
  - Teil 1 Allgemeine Vorschriften
  - Teil 2 Klassifizierung: Gefahrgutklasse (ADR-Klassen)
  - Teil 3 Verzeichnis der gefährlichen Güter, Sondervorschriften sowie Freistellungen in Zusammenhang mit der Beförderung von in begrenzten Mengen verpackten gefährlichen Güt
  - Teil 4 Verwendung von Verpackungen, Großpackmitteln (IBC), Großverpackungen und Tanks
  - Teil 5 Vorschriften für den Versand
  - Teil 6 Bau- sowie Prüfvorschriften für Verpackungen, Großpackmittel (IBC), Großverpackungen und Tanks
  - Teil 7 Vorschriften für die Beförderung, die Be- und Entladung und die Handhabung
- Anlage B Vorschriften für die Beförderungsausrüstung und die Durchführung der Beförderung
  - Teil 8 Vorschriften für die Fahrzeugbesatzungen, die Ausrüstung, den Betrieb der Fahrzeuge und die Dokumentation
  - Teil 9 Vorschriften für den Bau und die Zulassung der Fahrzeuge

### Sicherheitspflichten, Dokumentation und Unterweisung
Zentraler Inhalt des ADR ist Dokumentation des Transportvorganges, Klärung der Sicherheitspflichten der Beteiligten und Unterweisung der beteiligten Personen, vom Versender über Verpacker und Transporteur und den Empfänger der Sendung, bis hin zur Notfallkette im Schadfalle.

### Kennzeichnung/ Markierung
Das ADR fordert die Gefahrgutkennzeichnung von Transportverpackung und Fahrzeug mit den Gefahrzetteln, und auf Fahrzeugen auch die Gefahrentafel (orangefarbene Warntafel), teilweise mit der Gefahrnummer (Kemlerzahl) und der UN-Nummer sowie Großzetteln.

### Persönliche Schutzausrüstung
Diese ist in den schriftlichen Weisungen aufgeführt. Die persönliche Schutzausrüstung muss jedes Mitglied der Fahrzeugbesatzung bei kennzeichnungspfichtigen Gefahrguttransporten mitführen. Zur persönlichen Schutzausrüstung gehören:
- eine Augenschutzausrüstung (z. B. Schutzbrille)
- ein Paar Schutzhandschuhe
- ein tragbares Beleuchtungsgerät
- eine Warnweste
- eine Notfallfluchtmaske (nur erforderlich bei den Gefahrgutklassen 2.3 und 6.1).

### Fahrzeugausrüstung
Diese ist in den schriftlichen Weisungen bzw. bzgl. der Feuerlöscher in Teil 8 ADR aufgeführt. Auf Gefahrgutfahrzeugen muss diese Ausrüstung bei kennzeichnungspflichtigen Transporten mitgeführt werden:
- ein Unterlegkeil je Fahrzeug
- zwei selbststehende Warnzeichen (Warndreiecke, reflektierende Kegel oder Blinklampen)
- Augenspülflüssigkeit (nicht erforderlich für Gefahrzettel 1,1.4, 1.5, 1.6, 2.1, 2.2 und 2.3)
- Schaufel, Kanalabdeckung, Auffangbehälter
- ABC-Pulverfeuerlöscher, wobei die Löschmittelmenge abhängig von der zulässigen Gesamtmasse des Fahrzeuges ist und bis zu 12 kg betragen kann. Die Feuerlöscher sind niemals zum Löschen von Ladungsbränden zu verwenden, sondern um ggf. Entstehungsbrände am Fahrzeug zu bekämpfen. So erklärt sich auch, warum bei nichtbrennbarem Transportgut wie z. B. Stickstoff auch Feuerlöscher im Fahrzeug vorgeschrieben sind.

### Fahrzeuge
Fahrzeuge, mit denen Gefahrgut befördert werden sollen, benötigen in manchen Fällen eine gesonderte ADR-Zulassung. Dies betrifft u. a. Tankfahrzeuge, Trägerfahrzeuge für Tankcontainer und Fahrzeuge von explosivem Stückgut (Klasse 1). Im ADR werden verschiedene Fahrzeugklassen definiert, die sich in Abhängigkeit von den zu transportierenden Stoffen in den technischen Anforderungen (z. B. bzgl. Elektrik, Bremsanlage etc.) unterscheiden. Die Fahrzeuge werden unterteilt in folgende Klassen:
- EX/II und EX/III (Fahrzeuge für Explosivstoffe)
- FL (Fahrzeuge für entzündbare Gase oder Flüssigkeiten)
- AT (Fahrzeuge, die nicht den anderen Klassen entsprechen)
- MEMU („mobile explosive manufacturing unit“, Fahrzeuge zur Sprengstoffverarbeitung)

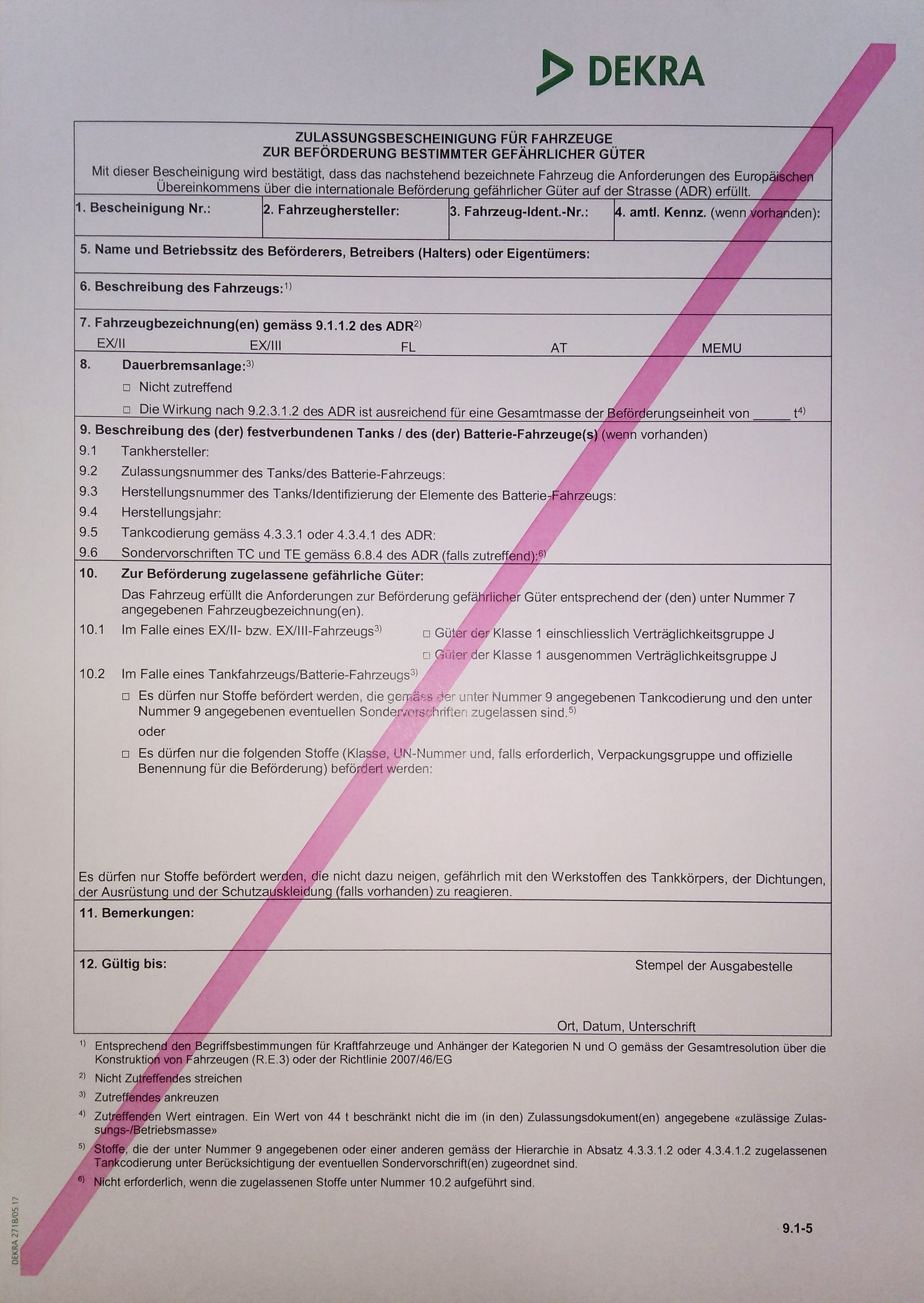

Jedes dieser Fahrzeuge bekommt eine ADR-Zulassungsbescheinigung, deren Gültigkeit jährlich im Rahmen einer technischen Untersuchung zu verlängern ist.
Neben der fahrzeugklassenspezifischen Kontrolle hinsichtlich der technischen Anforderungen gemäß ADR entspricht die technische Untersuchung des Grundfahrzeugs dem Umfang einer Hauptuntersuchung. Folgerichtig sind gemäß ADR nur diejenigen Personen berechtigt zur Verlängerung der ADR-Bescheinigung, die auch für die Durchführung der Hauptuntersuchung zuständig sind (Prüfingenieure einer amtlich anerkannten Überwachungsorganisation oder amtlich anerkannte Sachverständige oder Prüfer der Technischen Prüfstellen).